# Wznoszenie

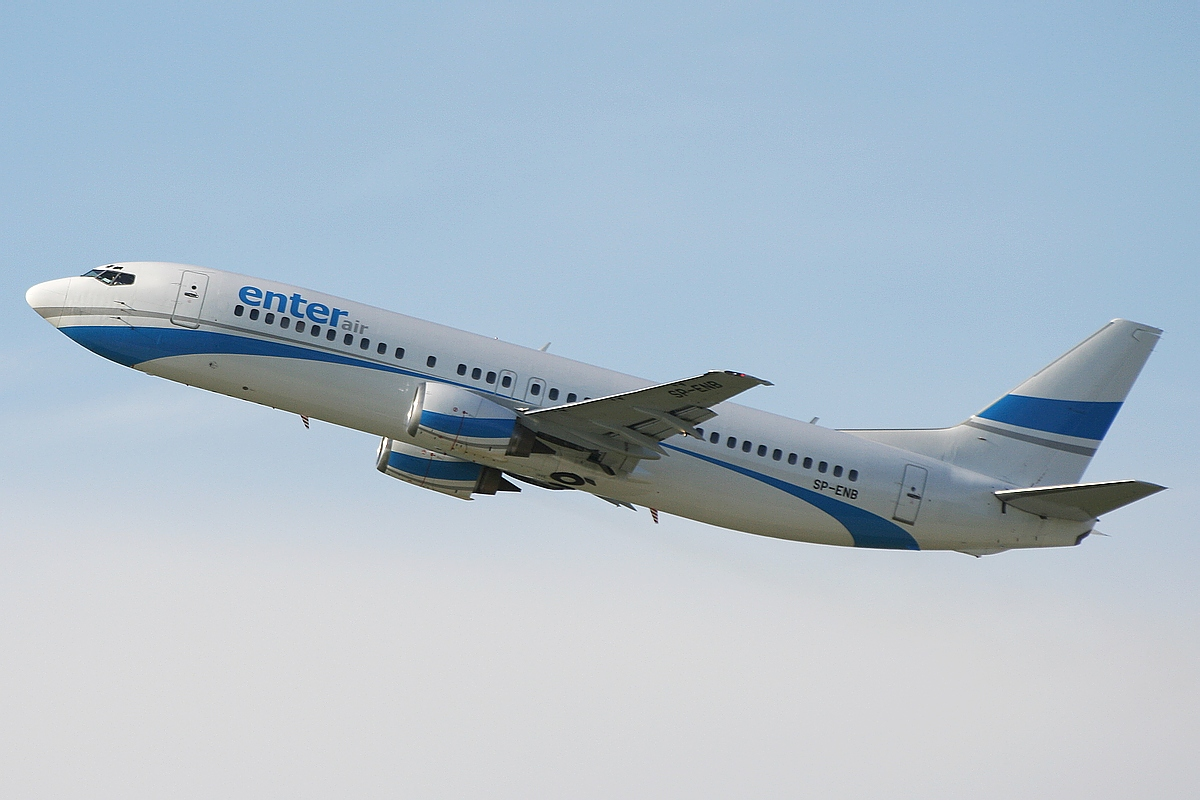
Boeing 737 Enter Air podczas wznoszenia

Wznoszenie (lot wznoszący) – faza lotu statku powietrznego, charakteryzująca się zwiększaniem odległości pomiędzy statkiem powietrznym a ziemią w czasie.
Wznoszenie – ruch statku powietrznego po torze wznoszącym nachylonym do poziomu pod kątem {\displaystyle \Theta .} Wznoszenie może być ustalone i nieustalone. Prędkość lotu i kąt nachylenia toru lotu zależą od nadmiaru ciągu (mocy), który równa się różnicy ciągu rozporządzalnego i ciągu niezbędnego do lotu poziomego.
Składowa pionowa prędkości lotu {\displaystyle w=v\sin \Theta } nazywa się pionową prędkością {\displaystyle w.}
Dla samolotów poddźwiękowych jest ona największa przy ziemi, a na pułapie teoretycznym jest równa zeru, dla samolotów naddźwiękowych jest ona największa na wysokości 11 km. Największy kąt pochylenia toru lotu uzyskuje się podczas lotu z prędkością optymalną, gdyż nadmiar ciągu jest największy.
W przypadku samolotów poddźwiękowych wznoszenie traktuje się jako ruch ustalony, natomiast samoloty naddźwiękowe (ze względu na duże nadmiary ciągu) mogą podczas wznoszenia rozpędzać się i wtedy wznoszenie należy traktować jako nieustalone. Ze wzrostem wysokości maksymalna prędkość pionowa maleje.
Wznoszenie statku powietrznego osiąga się na różne sposoby. Może być ono spowodowane zmianą kąta natarcia skrzydeł, zwiększeniem mocy silników i prędkości. Najczęściej wynika ono z połączenia dwóch powyższych czynników. Wznoszenie i prędkość wznoszenia zależą również od zmniejszania się gęstości powietrza na wyższych wysokościach.
Wznoszenie jest również drugą fazą lotu następującą po starcie statku powietrznego. Może ono trwać od kilkunastu sekund do 30 lub więcej minut. W tym czasie samolot osiąga wysokość przelotową i na niej kontynuuje dalszy lot.
Podczas długich tras w celu zaoszczędzenia paliwa i silników, a także osiągnięcia szybciej wysokości przelotowej, wznoszenie może odbywać się etapami lub być po prostu mniejsze niż podczas krótkich lotów niewymagających oszczędzania paliwa.
Prędkość wznoszenia lub zniżania jest mierzona wariometrem w prostych konstrukcjach lub za pomocą centrali aerometrycznej.